# Agence Métropolitaine de Transport
La Agence Métropolitaine de Transport (AMT) (del francés, Agencia Metropolitana de Transporte) es una organización dependiente del Ministerio de Transporte de Quebec, que integra y coordina el transporte público en la ciudad de Montreal, Canadá y su área metropolitana, estando a cargo del servicio de trenes suburbanos y autobuses.

## Líneas
La red de trenes suburbanos está compuesta por 5 líneas que prestan servicios entre las 2 estaciones terminales de Montreal, Gare Centrale y Lucien-L'Allier, y los suburbios de la ciudad. Todas las líneas tienen formaciones con trenes impulsados por locomotoras diésel, excepto la línea Mont-Saint-Hilaire, que esta electrificada. El sistema suma 56 estaciones y tiene 215,8 km de extensión. Transporta unas 70.000 personas por día.
■ Línea Dorion-Hudson - Entre Lucien-L'Allier y Hudson, 18 estaciones y 64,4 km de extensión.

■ Línea Deux-Montagnes - Entre Gare Centrale y Deux-Montagnes, 12 estaciones y 31,1 km de extensión.

■ Línea Blainville-Saint-Jerome - Entre Lucien-L'Allier y Saint-Jerome, 13 estaciones y 62,1 km de extensión.

■ Línea Mont-Saint-Hilaire - Entre Gare Centrale y Mont-Saint-Hilaire, 7 estaciones y 34,9 km de extensión.

■ Línea Delson-Candiac - Entre Lucien-L'Allier y Candiac, 8 estaciones y 23,3 km de extensión.

■ Línea Repentigny-Mascouche - Entre Gare Centrale y Mascouche, con 14 estaciones y 51 km de extensión, entrará en operaciones a partir de 2012.